# Max Rudolf (Dirigent)
Max Rudolf (geboren als Max Rudolf Ephraim 15. Juni 1902 in Frankfurt am Main; gestorben 28. Februar 1995 in Philadelphia) war ein aus Deutschland stammender US-amerikanischer Dirigent, Musikpädagoge und -wissenschaftler.

## Leben
Max Ephraim war ein Sohn des Rechtsanwalts Martin Ephraim und der Antonie Tietz. Er besuchte das Goethe-Gymnasium. Er studierte von 1920 bis 1923 Violoncello bei Maurits Frank, Klavier bei Eduard Jung und Komposition bei Bernhard Sekles an der Musikhochschule Frankfurt und am Dr. Hoch’s Konservatorium. Nach einem Studienjahr an der Universität Frankfurt wurde er 1922 Korrepetitor an der Oper in Freiburg. Hier debütierte er im Folgejahr als Dirigent. Nach einer Zeit als Repetitor an der Darmstädter Oper wurde er 1927 Erster Dirigent an der Freiburger Oper. Im selben Jahr heiratete er Liese Ederheimer, mit der er eine Tochter haben sollte. Außerdem arbeitete er unter Karl Böhm in Darmstadt. Von 1929 bis 1935 dirigierte er am Deutschen Theater in Prag, wo er mit dem Dirigenten George Szell zusammenarbeitete. Daneben war er von 1929 bis 1930 Gastdirigent der Berliner Philharmoniker. Wegen der instabilen Lage in Deutschland zog er 1935 nach Schweden. Dort dirigierte er die Symphoniker und das Rundfunkorchester in Göteborg.
Nach kurzen Besuchen in Cleveland und Chicago, wanderte er mit seiner Familie 1943 in die USA aus, 1945 wurde er amerikanischer Staatsbürger. Er lebte in New York und dirigierte gelegentlich die New Opera Company und Broadway-Aufführungen. Außerdem schrieb er an seinem Lehrbuch The Grammar of Conducting: A Comprehensive Guide to Baton Technique and Interpretation (veröffentlicht 1950), welches zu einem Standardwerk für Dirigieren wurde.  Ab 1945 war er zweiter Dirigent an der Metropolitan Opera in New York. Er brachte u. a. The Warrior von Bernard Rogers zur Uraufführung. Von 1950 bis 1958 war er assistierender Manager.
Von 1958 bis 1969 war er als Nachfolger von Thor Johnson Musikdirektor des Cincinnati Symphony Orchestra, mit dem er 1966 eine Welttournee und 1969 eine Europatournee unternahm. Außerdem sicherte er dem Orchester einen Vertrag mit Decca Records. Von 1970 bis 1973 leitete er die Dirigier- und Opernklasse am Curtis Institute of Music in Philadelphia. 1971 war er Juror bei der Dimitri Mitropoulos International Music Competition in New York. In der Saison 1973/74 fungierte er kurzzeitig als Erster Dirigent des Dallas Symphony Orchestra und 1976/77 als künstlerischer Berater des New Jersey Symphony Orchestra. Außerdem arbeitete er mit dem Concerto Soloists Ensembles Philadelphia zusammen.

## Auszeichnungen
- Ehrendoktor des Cincinnati Conservatory of Music
- Ehrendoktor (Doctor of Humane Letters) der University of Cincinnati
- Theodore Thomas Award der Conductors Guild